# O Egípcio (filme)
The Egyptian (bra/prt: O Egípcio) é um filme estadunidense de 1954, do gênero drama histórico, dirigido por Michael Curtiz, com roteiro de Philip Dunne e Casey Robinson baseado no romance homônimo de Mika Waltari.

## Sinopse
No Antigo Egito, um curandeiro adota Sinuhe, um bebê abandonado que mais tarde (Edmund Purdom) se tornaria médico do faraó Aquenáton (Michael Wilding) e dividirá as atenções entre a escrava Merit (Jean Simmons) e a ambiciosa cortesã Beketamon (Gene Tierney).

## Elenco principal
- Edmund Purdom … Sinuhe
- Jean Simmons … Merit
- Victor Mature … Horemebe
- Peter Ustinov … Kaptah
- Bella Darvi … Nefer
- Gene Tierney … Baquetamom
- Michael Wilding … Aquenáton
- Judith Evelyn … Taia
- Henry Daniell … Mequere
- Anitra Stevens … Nefertiti
- Carl Benton Reid … Senmute
- Edmund Cobb ... paciente (não-creditado)